# Doade (Sober)
Doade (llamada oficialmente San Martiño de Doade) es una parroquia y una aldea española del municipio de Sober, en la provincia de Lugo, Galicia.

## Límites
Limita al norte y este con el municipio de Monforte de Lemos, al oeste con la parroquia de Brosmos, y al sur con la parroquia de Amandi y con los municipios orensanos de La Teijeira y Castro Caldelas, de los que está separado por el río Sil.

## Organización territorial
La parroquia está formada por nueve entidades de población:
- Castro
- Ceceda
- Doade
- Francos
- Lampaza (A Lampaza)
- Mourentán
- Vidual (O Bidual)
- Vilachá
- Vilar de Mouros

## Demografía

### Parroquia
| Gráfica de evolución demográfica de Doade (parroquia) entre 2000 y 2021 |
|                                                                         |
| Datos según el nomenclátor publicado por el INE.                        |

### Aldea
| Gráfica de evolución demográfica de Doade (aldea) entre 2000 y 2021 |
|                                                                     |
| Datos según el nomenclátor publicado por el INE.                    |

## Patrimonio
En plena Ribeira Sacra, es conocida por sus viñas y bodegas de esa denominación de origen. Algunas de las vides se encuentran en pendiente, en la ribera derecha del río Sil, que forma en esa zona un profundo cañón. Entre su patrimonio destacan la iglesia parroquial, del siglo XVII, las capillas de San Pedro y San Amaro, la fuente de San Germán y los miradores sobre el cañón.